# 磨りガラス
磨りガラス（すりがらす）は、表面に微細な凹凸をつけたガラス。磨硝子、くもりガラス(曇硝子)、消しガラスとも呼ばれる。光を散乱させ不透明である点、摩擦が大きい点などが利用される。

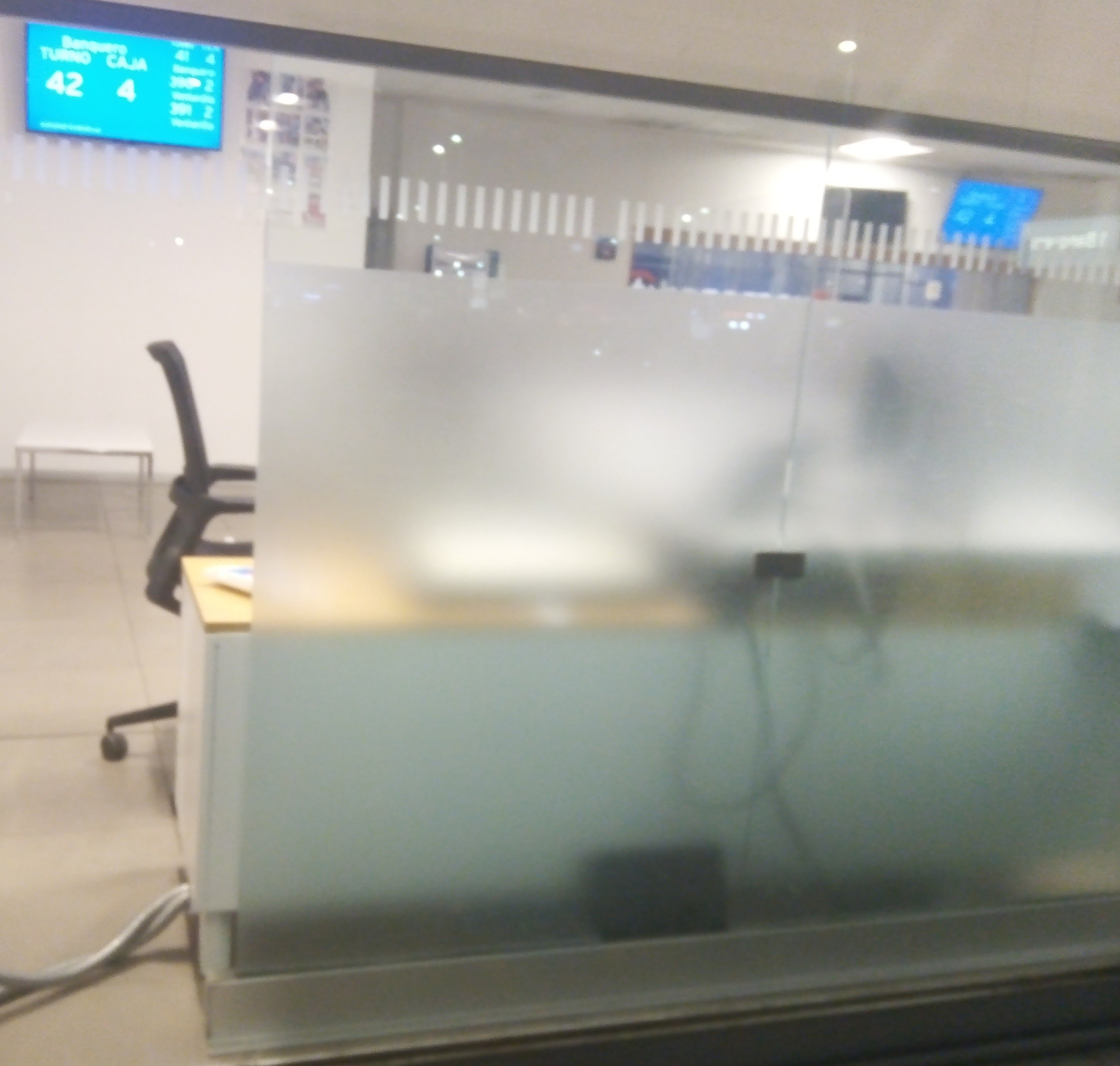
オフィスのすりガラス

## 概要
製造方法としては、透明な板ガラスをサンドブラストや金剛砂などで擦る方法と、薬品でエッチングする方法(ガラスエッチング)がある。これにより、ガラス板の片側にくぼみのある表面が作成され、通過する光を散乱させることでガラスを半透明にし、光を透過しながらぼかす効果がある。
代表的な用途には次のようなものがある。
- 窓ガラス - 視線を遮りながら光を通す。
- ガラスの装飾
- 電球 - 光を散乱させて、眩しさを和らげるとともに光の放射を均一にする。
- ガラス容器の本体と蓋のすり合わせ - 密着することにより内容物の漏れを防ぐ。
- スライドガラス - ラベル記入用に一部が磨りガラスになったものがある。